# 阿列克谢·孔德拉季耶维奇·萨伏拉索夫

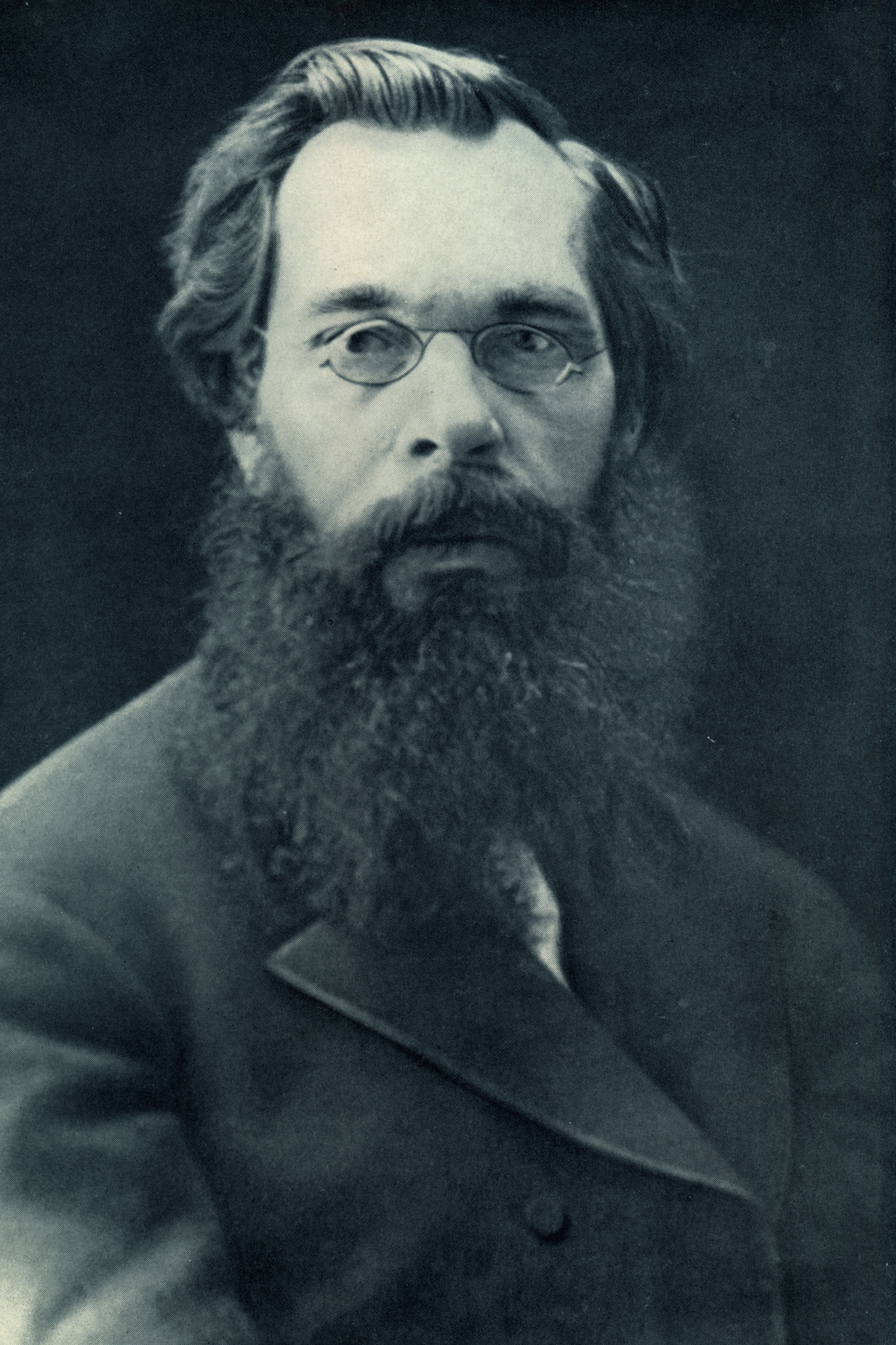

阿列克谢·孔德拉季耶维奇·萨伏拉索夫（俄语：Алексей Кондратьевич Саврасов，1830年5月24日—1897年10月8日），俄罗斯著名风景画家。
萨伏拉索夫出生于一个商人家庭，从8岁起就开始学习绘画，后来进入莫斯科绘画雕塑建筑学院学习。1850年毕业，去乌克兰旅行，后来回到圣彼得堡，1857年在莫斯科绘画雕塑建筑学院任教，他的著名学生伊萨克·伊里奇·列维坦等回忆起时都认为他是一个很好的教师。
1857年萨伏拉索夫结婚成家，他的家中经常接待许多美术界的朋友，包括著名的收藏家特列季亚科夫和画家彼罗夫，彼罗夫为他的画作《尤里叶维兹附近的伏尔加河》增添了一些人物，他为彼罗夫的画作《捕鸟人》和《比瓦克的猎人》补充了一些背景风景。
1860年他到英国参观国际美术展览，后来到瑞士旅行，受到英国画家约翰·康斯特勃和瑞士画家卡拉姆很大的影响，他曾写信说：“没有一个美术学院比国际美术展览对一个画家的进步更有益了。”

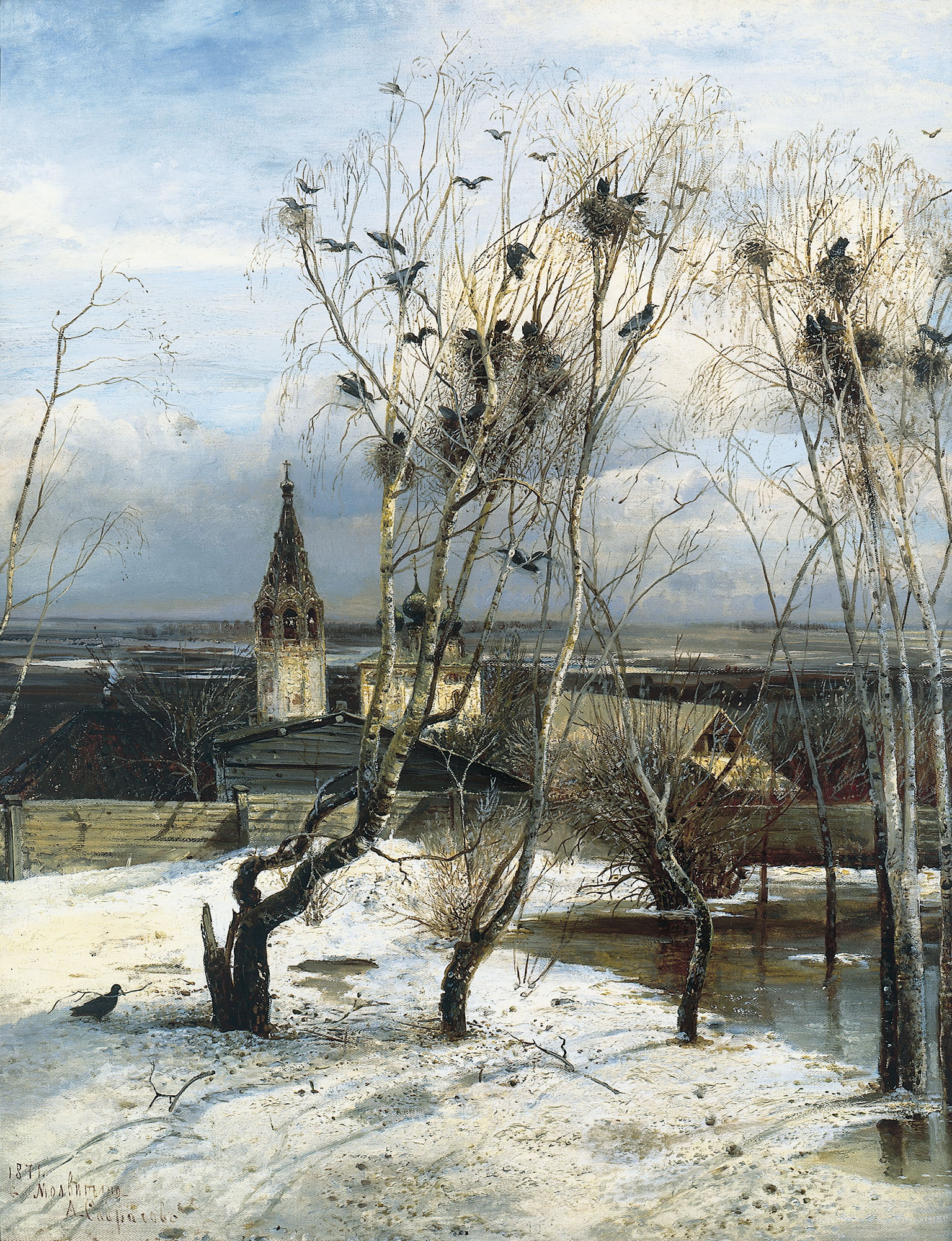
白嘴鸦又回来了

他被批评家予以最高评价的作品是《白嘴鸦又回来了》，被称为是“抒情的风景画”，描绘了冬季到春季的心情变化。
1870年萨伏拉索夫脱离了学院派，成为巡回展览画派的成员。1871年他的女儿去世，他的作品又受到批评家的贬损，使得他情绪消沉，成为一个不可救药的酒鬼，朋友们的帮助也无济于事。他的晚年穷困潦倒，到处流浪，1897年去世时只有特列季亚科夫和莫斯科绘画雕塑建筑学院的一个看门人参加了他的葬礼。